# カトリック小長井教会
カトリック小長井教会（カトリックこながいきょうかい）は、長崎県諫早市小長井町にある、キリスト教（カトリック）の聖堂。

## 解説
1953年12月、児童養護施設の聖母の騎士園が大村市から現在地に移転したのに伴い、園児・職員を対象として建立。
高来町にある湯江教会の分教会であるが、湯江教会と同じく施設利用者及び施設内に居住する独身職員が主たる対象となっている。
当教会の近辺にはけがれなき聖母の騎士聖フランシスコ修道女会の本部や福祉施設みさかえの園があり、みさかえの園からさらに坂を上ると山茶花高原にたどりつく。